# يو إف سي 52
يو إف سي 52: كوتور ضد ليدل (بالإنجليزية: UFC 52: Couture vs. Liddell 2)‏ هو حدث لفنون القتال المختلطة نظمته يو إف سي، أُقيم في 16 أبريل 2005، على إم جي إم جراند جاردن أرينا في لاس فيغاس، نيفادا، الولايات المتحدة.